# Едвард Фурлонг

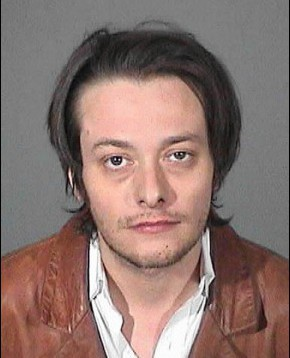
Фото під час арешту

Едвард Волтер Фурлонг (англ.  Edward Walter Furlong; нар. 2 серпня 1977, Глендейл Каліфорнія, США) — американський актор і співак, найбільш відомий з ролі Джона Коннора у фільмі «Термінатор 2: Судний день» і Денні Віньярда в драмі «Американська історія Ікс».

## Біографія
Народився в Елеонори Торрес (уроджена Тафоя) — працівниці молодіжного центру. Батька не бачив. У Едварда є молодший єдиноутробний брат Роберт Торрес від шлюбу її матері з Мойзесом Торресом — вони розлучилися, коли Едвард знімався в «Термінаторі». До 16 років Едвард був під опікою сестри Елеанори Ненсі і їхнього зведеного брата Шона, які на зорі кінокар'єри Едварда були якийсь час його менеджерами. Після успіху сина Елеонора захотіла повернути собі опіку над ним, але він відстояв право на самостійність у суді. Має проблеми з алкоголем і наркотиками. Займається музикою, в 1992 році його дебютна пісня «Hold On Tight» навіть перевершила знаменитий хіт Уітні Х'юстон «I Will Always Love You», ставши номером 1 у японських чартах. Записав однойменний альбом («Hold on Tight»).
Захоплюється зніманням домашніх фільмів. Є активним членом товариства захисту тварин і затятим противником натурального хутра.

## Кар'єра
У 13 років виграв конкурс на роль Джона Коннора в «Термінаторі 2». За свою дебютну роботу Фурлонг здобув премію «Сатурн» і нагороду MTV в номінації «головне відкриття року». За цим вийшла низка менш гучних, але добре сприйнятих критикою фільмів, в яких Фурлонг грав з такими акторами, як Джефф Бріджес, Меріл Стріп, Ліам Нісон, Тім Рот і Ванесса Редгрейв. За роль п'ятнадцятирічного сина головного персонажа у фільмі «Американське серце» (1992) Фурлонг був номінований на премію «Незалежний дух» як найкращий актор другого плану. 1998 року він зіграв у парі з Едвардом Нортоном в гучному фільмі «Американська історія Ікс».
Надалі, однак, кар'єра Фурлонга пішла до низу через проблеми з алкоголем, наркотиками та законом (його затримували за керування без посвідчення водія і появу у п'яному вигляді у громадських місцях). Як стверджується, саме внаслідок цього його не взяли на роль змужнілого Джона Коннора в «Термінаторі 3» (за іншими даними, він запросив занадто великий гонорар). Останнім часом Фурлонг переважно знімається в малобюджетних картинах і невеликих ролях.

## Особисте життя
Деякий час він жив зі своєю колишньою наставницею — Джекі Домек, попри їхню різницю у віці у 12 років (заради Едді вона навіть розлучилася зі своїм чоловіком). Однак після того, як Джекі стала його менеджером, їхні стосунки зіпсувались, і вони судилися через доходи Ферлонга.
19 квітня 2006 року одружився з актрисою Рейчел Беллі (відомій за фільмом «Дзвінок»). 21 вересня 2006 року у них народився син Ітан Пейдж. 8 липня 2009 року пара подала на розлучення. У листопаді 2012 року Белла надала суду документи, з яких з'ясувалося, що Ітан мав позитивний результат аналізу крові на кокаїн, після чого суд постановив, що всі зустрічі Фурлонга з сином повинні проходити під особливим контролем.

## Фільмографія
| Кіно        | Кіно                                                                                   | Кіно                  | Кіно                                                  |
| Рік         | Фільм                                                                                  | Роль                  | Примітки                                              |
| ----------- | -------------------------------------------------------------------------------------- | --------------------- | ----------------------------------------------------- |
| 1991        | Термінатор 2: Судний день / Terminator 2: Judgment Day                                 | Джон Коннор           | Зібрав понад $ 519 843 345                            |
| 1992        | Кладовище домашніх тварин 2 / Pet Sematary Two                                         | Джефф Метьюс          | Зібрав понад $ 17 млн.                                |
| 1992        | Американське серце / American Heart                                                    | Нік Келсон            | Зібрав $ 384.000                                      |
| 1993        | Наш власний будинок / A Home of Our Own                                                | Шейн Лейсі            | Зібрав понад $ 1,7 млн.                               |
| 1994        | Сканування мозку / Brainscan                                                           | Майкл Бауер           | Зібрав понад $ 4 млн.                                 |
| 1994        | Маленька Одеса / Little Odessa                                                         | Рубен Шапіра          | Зібрав понад $ 1 млн.                                 |
| 1995        | Лугова арфа / The Grass Harp                                                           | Коллін Фенвік         | Зібрав майже $ 500.000                                |
| 1996        | Термінатор 2 3-D: Битва крізь час (стереофільм-атракціон) / T2 3-D: Battle Across Time | Джон Коннор           |                                                       |
| 1996        | До і після / Before and After                                                          | Джейкоб Райан         | Зібрав понад $ 17 млн.                                |
| 1998        | Фотограф / Pecker                                                                      | Пекер                 | Зібрав майже $ 7 млн.                                 |
| 1998        | Американська історія Ікс / American History X                                          | Денні Віньярд         | Зібрав понад $ 23 млн.                                |
| 1999        | Детройт – місто року / Detroit Rock City                                               | Хоук                  | Зібрав понад $ 4 млн.                                 |
| 2000        | Звірофабрика / Animal Factory                                                          | Рон Деккер            | Зібрав менше $ 50.000                                 |
| 2001        | Лицарі хрестового походу / The Knights of the Quest                                    | Симон де Кларендон    |                                                       |
| 2003        | Три сліпі мишки / 3 Blind Mice                                                         | Томас Крос            |                                                       |
| 2005        | На дні Венеції / Venice Underground                                                    | Гарі                  |                                                       |
| 2005        | Між світами / Intermedio                                                               | Малик                 |                                                       |
| 2005        | Nice Guys / High Hopes                                                                 | Tye                   |                                                       |
| 2005        | Ворон: молитва грішника / The Crow: Wicked Prayer                                      | Джіммі Куерво / Ворон |                                                       |
| 2005        | Жорстокий світ / Cruel World                                                           | Філіп Маркем          |                                                       |
| 2006        | Джиммі і Джуді / Jimmy and Judy                                                        | Джиммі Райт           |                                                       |
| 2006        | Відвідування / The Visitation                                                          | Брендон Нікольс       | Прем'єра на DVD                                       |
| 2006        | Братство темряви / Canes                                                               | Девід Гудмен          | Представлений на кінофестивалі в Каннах. Також на DVD |
| 2006        | Воїни Терри / Warriors of Terra                                                        | Кріс                  |                                                       |
| 2007        | Життя і смерть / Living & Dying                                                        | Сем                   |                                                       |
| 2008        | Dark Reel                                                                              | Adam Waltz            |                                                       |
| 2009        | Стоїк / Stoic                                                                          | Harry Katish          |                                                       |
| 2009        | Ніч демонів / Night of the Demons                                                      | Colin Levy            |                                                       |
| 2009        | Дарфур / Darfur                                                                        | Adrian Archer         |                                                       |
| 2010        | Kingshighway                                                                           | Dino Scarfino         |                                                       |
| 2010        | The Mortician                                                                          | Petrovsky             |                                                       |
| 2011        | This Is Not a Movie                                                                    | Pete Nelson           |                                                       |
| 2011        | Зелений Шершень / The Green Hornet                                                     | Tupper, наркодилер    |                                                       |
| 2011        | Нижче нуля                                                                             | Джек / Френк          |                                                       |
|             | Tequila                                                                                | Smith                 |                                                       |
| 2013        | Напад на Уолл-стріт / Епоха жадібності / Bailout: The Age of Greed                     | Sean                  |                                                       |
| 2015        | Ідеальні канікули / A Perfect Vacation                                                 |                       |                                                       |
| 2016        | Зимова роза / A Winter Rose                                                            | Willy                 |                                                       |
| 2017        | The Reunion                                                                            | Skip                  |                                                       |
| 2019        | Термінатор: Фатум                                                                      | Джон Коннор           | Захоплення рухів обличчя                              |
| Телебачення |                                                                                        |                       |                                                       |
| Рік         | Назва                                                                                  | Роль                  | Примітки                                              |
| 1991        | Суботнім вечором в прямому ефірі / Saturday Night Live                                 | Джон Коннор           |                                                       |
| 2006        | C.S.I .: Місце злочину Нью-Йорк / CSI: NY                                              | Шейн Кейсі            |                                                       |
| 2012        | « Сприйняття »                                                                         |                       | 1 сезон, 7 серія (епізод)                             |
| 2015        | «Ідеальні канікули»                                                                    |                       |                                                       |

## Нагороди та номінації
| Премія           | Рік  | Фільм                       | Категорія                                  | Результат |
| ---------------- | ---- | --------------------------- | ------------------------------------------ | --------- |
| Сатурн           | 1992 | Термінатор 2: Судний день   | Кращий молодий актор або актриса           | Перемога  |
| Сатурн           | 1993 | Кладовище домашніх тварин 2 | Кращий молодий актор або актриса           | Номінація |
| MTV Movie Awards | 1992 | Термінатор 2: Судний день   | Кращий прорив року                         | Перемога  |
| Незалежний дух   | 1994 | Американське серце          | Краща чоловіча роль другого плану          | Номінація |
| ACCA             | 1998 | Американська історія Ікс    | Кращий актор другого плану                 | Номінація |
| Молодий актор    | 1994 | Наш власний будинок         | Кращий молодий актор у драмі               | Перемога  |
| Молодий актор    | 1994 | Наш власний будинок         | Видатний ансамбль молодих акторів у фільмі | Номінація |
| Молодий актор    | 1999 | Американська історія Ікс    | Кращий молодий актор за роль другого плану | Номінація |

## АльбомHold On Tight
Альбом був записаний в 1992 році, найбільшу популярність отримав у Японії, де, власне, і був зроблений реліз диска.